# بازی مرگ (فیلم ۲۰۱۰)
بازی مرگ (به انگلیسی: Game of Death) نام یک فیلم ویدئویی آمریکایی محصول سال ۲۰۱۰ در ژانر فیلم اکشن به کارگردانی جورجیو سرفینی است. در این فیلم بازیگرانی همچون وسلی اسنایپس، اونجانی الیس، زویی بل، گری دنیلز، رابرت داوی و ارنی هادسون ایفای نقش کرده‌اند.